# Bomolocha melanistis
Bomolocha melanistis là một loài bướm đêm trong họ Noctuidae.